# Cancérogenèse
La cancérogenèse (synonyme de carcinogenèse ou oncogenèse) est l'ensemble de phénomènes transformant une cellule normale en cellule cancéreuse.
La formation d'une tumeur maligne met en jeu un ensemble d'événements qui aboutissent à une prolifération incontrôlée des cellules. Les tumeurs apparaissent lorsque environ une demi douzaine de gènes participant au contrôle de la croissance cellulaire ont muté. Cependant, normalement les systèmes de défenses de l'organisme doivent empêcher le cancer de se développer.

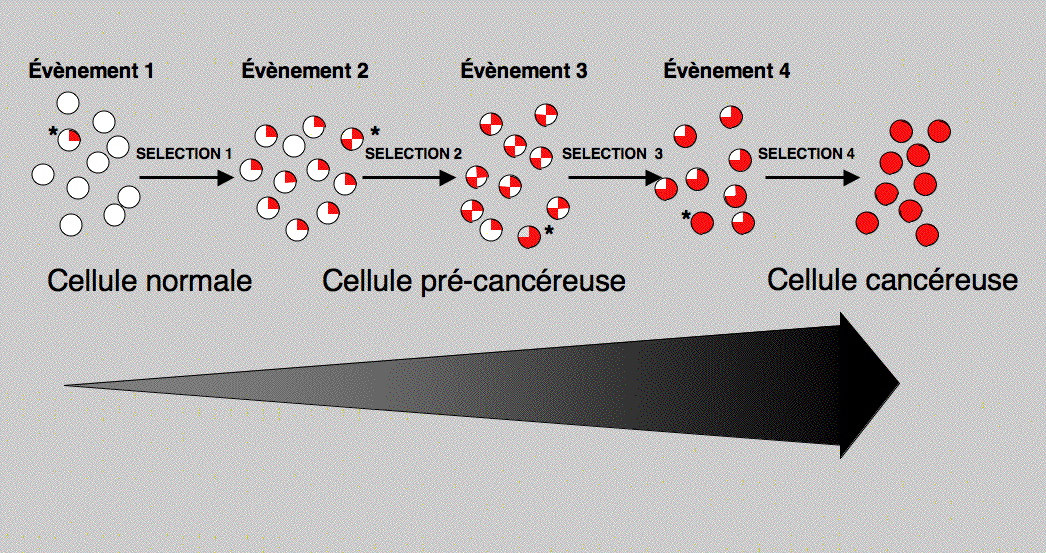
Durant toute la vie cellulaire, notre patrimoine génétique (l'acide désoxyribonucléique ou ADN) est soumis à des agressions. Dans la majeure partie des cas, ces modifications de l'ADN passent inaperçues car des mécanismes réparateurs corrigent ces défauts. Pourtant, dans de rares cas, une mutation peut atteindre et modifier la structure d'un gène spécifiant un facteur qui règle le contrôle de la multiplication cellulaire (oncogène ou gène suppresseur de tumeur). Dans ce cas, la cellule peut acquérir un avantage sélectif qui lui permettra de donner naissance à un premier clone de cellules anormales (lésion précancéreuse). Dans ces cellules qui ont un avantage sélectif, la probabilité qu'une seconde mutation apparaisse et soit sélectionnée est plus importante. Dans ce cas, une seconde population sera générée, plus anormale que la première et qui va se développer à ses dépens. On peut ainsi, par diverses étapes successives, accumuler plusieurs mutations, chacune d'entre elles permettant la sélection d'un clone de plus en plus malin pour finir par une cellule hautement cancéreuse. La progression tumorale correspond donc à un processus dynamique qui, à chaque étape, sélectionne une nouvelle cellule ayant subi une ou plusieurs altérations.